# Dave Reichert
David George "Dave" Reichert (ur. 29 sierpnia 1950) – amerykański polityk, członek Partii Republikańskiej i kongresman ze stanu Waszyngton (w latach 2005-2019).